# Канны (антилопы)
Канны (лат. Taurotragus) — род антилоп из семейства полорогих (Bovidae). Существуют два вида, относящихся к каннам: канна (Taurotragus oryx) и западная канна (Taurotragus derbianus).
Канны относятся к самым крупным антилопам, их длина достигает 3,5 м, а высота в плечах — 1,8 м. Вес канн составляет от 400 до 1 000 кг. Их телосложение массивное и сильное с относительно стройными конечностями и длинным хвостом. Для них характерна висящая кожная складка от горла до груди. Оба вида отличаются друг от друга главным образом окраской шерсти, которая у западной канны красновато-коричневая, а у канны скорее серо-коричневая. У обоих видов на шерсти имеются тонкие белые полосы, тянущиеся сверху вниз. Западная канна не крупнее обыкновенной, но имеет более длинные рога, достигающие иногда длины 1,2 м. Закрученные рога у канн носят оба пола.
Сестринской группой канн является род лесных антилоп (Tragelaphus), к которому относятся ньялы, куду и бонго. Из-за близкого родства канны часто включаются зоологами в этот род. Однако канны и лесные антилопы отличаются помимо размеров туловища ещё и тем, что у последних более короткий хвост и рога имеются только у самцов. Оба рода образуют трибу Tragelaphini.